# Stelis modesta
Stelis modesta là một loài Hymenoptera trong họ Megachilidae. Loài này được Alfken mô tả khoa học năm 1931.

## Hình ảnh

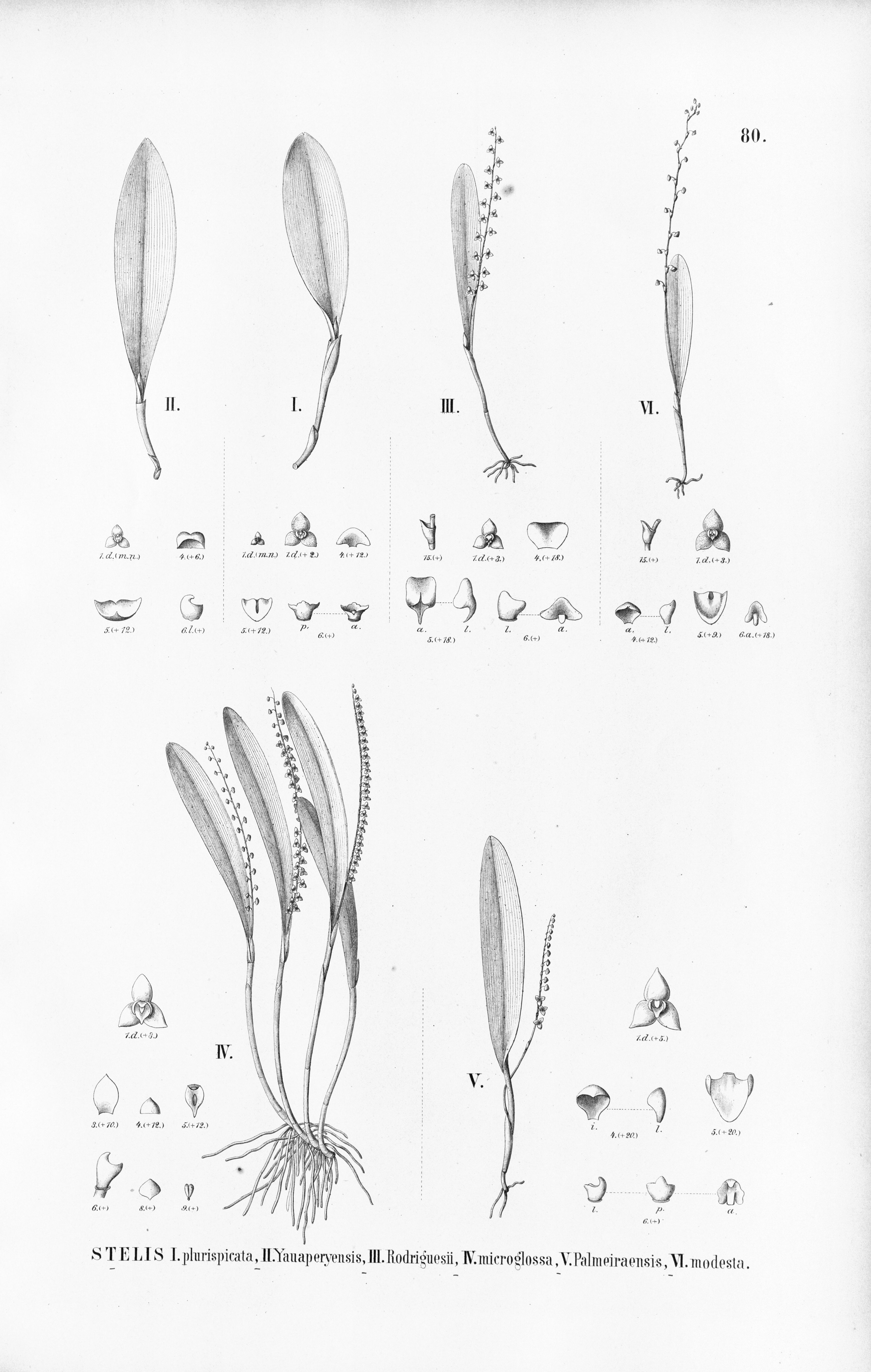